# Autorité européenne de préparation et de réaction en cas d’urgence sanitaire
L'autorité européenne de préparation et de réaction en cas d’urgence sanitaire (Health Emergency Preparedness and Response Authority ou HERA) est une direction générale de la Commission européenne créée pour préparer l'Union européenne (UE) à de futures pandémies et pour éviter les erreurs commises lors de la réponse de l'UE à la pandémie de Covid-19 (en),,,. La présidente de la Commission européenne, Ursula von der Leyen, annonce pour la première fois des plans pour la création d'une telle agence en 2020. Le 15 septembre 2021, l'UE annonce le lancement d'HERA et le service est créé en tant que direction générale de la Commission européenne le 16 septembre. HERA est opérationnelle depuis début 2022,,. En 2022, son budget s'élève à 1,3 milliard d'euros.
L'objectif d'HERA est d'évaluer les menaces potentielles pour la santé, encourager la recherche scientifique, assurer la disponibilité de la production des éléments indispensables à la prévention et à la lutte contre les crises sanitaires et à aider à constituer des stocks au sein de l'Union européenne. Lors d'une crise sanitaire, l'autorité aurait pour but d'activer un financement d'urgence et d'aider à coordonner le suivi, l'acquisition et l'achat de matériel médical ou de traitements.